# Кость Лоський
Професор Костянтин Володимирович Лоський, більш відомий як Кость Лоський (чеськ. Kost Losky, псевдонім «Кость Вишевич»; 28 січня 1874, Санкт-Петербург, Російська імперія — 14 жовтня 1933, Прага, Чехословаччина) — державний діяч часів Тимчасового уряду Росії й Української Народної Республіки, дипломат, публіціст, викладач.
Посол УНР в Швеції, Фінляндії та Норвегії. Після Більшовицької окупації України емігрував у Чехословаччину. Викладав історію права в Українському вільному університеті. З 1928 року дійсний член Наукового товариства імені Шевченка. Батько Лоського Ігоря Костянтиновича.

## Біографія
Костянтин Володимирович Лоський народився 28 січня 1874 року у Санкт-Петербурзі однойменної губернії Російської імперії. Вивчав історію у Варшавському університеті, а, згодом, право у Санкт-Петербурзькому університеті.
З 1896 року Лоський працював у редакції журналу «Історичний вісник». Переїхав на Холмщину, де працював у губернських установах; був одним з лідерів українського громадсько-культурного життя краю. У 1905 році заснував «Просвіту» в Грубешеві та видавництво українських популярних книжок. У 1906—1907 роках редагував газету «Буг».
Навесні 1917 перебував у Києві, брав участь в організації та роботі Української Центральної Ради. 10 (23) травня 1917 року призначений комісаром Тимчасового уряду Росії в Бучацькому повіті, а від 24 травня (6 червня) був товаришем губернського комісара Тернопільської губернії. Згодом виконував обов'язки губернського комісара тієї ж губернії. На цій посаді перебував до 20 вересня (3 жовтня) 1917 року.
Повернувшись у Київ, очолював департамент у генеральному секретарстві внутрішніх справ Генерального секретаріату УЦР, працював у міністерстві зовнішніх справ УНР.
Навесні 1918 року Кость Лоський був призначений послом Української Народної Републіки у Фінляндії, Швеції та Норвегії з місцем перебування у місті Стокгольм, залишався на цій посаді в період Української Держави гетьмана та Директорії УНР.
Наприкінці 1920 року поселився в столиці Першої Чехословацької республіки, Празі. Викладав від наступного року в Українському вільному університеті. Спочатку був призначений професором римського права. Потім, у 1927—1928 роках, деканом правничого факультету, а з 1929 року по 1930 рік — проректор.
Костянтин Володимирович Лоський помер 14 жовтня 1933 року в Празі.

### Наукові праці
- «Нарис римської історії», (Гельсінгфорс, 1919),
- «Короткий нарис грецької історії» (1921),
- «Історія джерел римського права» (1921),
- «Історія і система римського приватного права» (т. 1—3, 1922—1924), інші публіцистичні статті і нариси.

Перекладав українською твори Джорджа Байрона, Генріха Гейне, Антона Чехова й інших зарубіжних літераторів. Видав збірки поезій Тараса Шевченка французькою мовою у власному перекладі.

### Брошури
- Kostjantyn Losky. «Ukrainan kysymys: Venäjä ja entente» (Гельсінгфорс, 1918; під псевдо K. Vyševitš),
  - Кость Лоський. (російськомовний автопереклад автора) «Украинский вопрос: Россия и Антанта» (Гельсінгфорс, 1918; під псевдо К. Вишевич),
- Constantin Losky. La souveraineté ukrainienne dans son passé, son présent et son avenir. (Stockholm-Kyiw: Tryckt Hos P. Palmquists Aktiebolag, 1919)

### Художній твори
- «Од великого до смішного» (Гельсінки, 1919; під псевдо К. Вишевич).